# 生活の探求
『生活の探求』は、昭和12年（1937年）に出版された島木健作の長編小説。第一の長編『再建』（中央公論社）が発売禁止となった直後に書き下ろしで書かれた、実質的に最初に世に問われた島木の長編小説である。

## あらすじ
貧しい農家に生まれた駿介は、東京の実業家の家で書生をしているが、学費を出してもらっている代わり、志望の農学へは進ませてもらえず、商科に行くよう強制される身の上である。大学に入ったばかりの駿介は、「食うための仕事」と「本来の仕事」（「生きるためのいとなみが、そのまま全人間を生かすための道と一つになっているような」）との対立に突き当たる。彼は周囲の人々（理想を追いながらも現実に破れていった人々）の意見を聞く。
郷里の先輩志村、「一種の農民主義だ、土に還れ主義だ。母なる大地の賛美だ。... 理論的にも実際的にも、試験済み、批判済みの古いものが、いかに手を換え品を換えして、その時代その時代にふさわしい装をこらして現れることか。」
郷里の有力者上原、「よけいな心を起こすな。脇見をするな。まっすぐ、今迄の道を、俗世間一般の道を行け。」
駿介の父親駒平、「何をやったかて大差はない。その身に備わった器量だけのものはあらわれるもんじゃ。お前が学校を出て会社員や役人になろうと、家さ帰って来て百姓をやろうと、えらい違いはありゃせん。」
駿介は大学をやめ、農村の生活に入ることを決意する。葉煙草生産や水配分や取り入れや行事に関わる村人との葛藤が描かれてゆく。

## 刊本
- 角川文庫、1950
- 新潮文庫、1950
- 『現代日本文学全集 第46 (武田麟太郎,島木健作,高見順集)』筑摩書房 1955
- 『日本現代文学全集 第80 (武田麟太郎・島木健作集)』講談社　1963
- 『現代文学大系 第44 (武田麟太郎,島木健作,織田作之助集)』筑摩書房　1967
- 『現代日本文学館 第28 (林房雄,島木健作)』文芸春秋　1969
- 『日本文学全集 第45 (武田麟太郎・島木健作集)』集英社　1969
- 『現代日本文学大系 70 (武田麟太郎,島木健作,織田作之助,檀一雄集)』筑摩書房　1970
- 『島木健作全集 第5-6巻』国書刊行会　1976
- 『筑摩現代文学大系 45 (武田麟太郎・島木健作・織田作之助集)』筑摩書房　1978